# Sheila Burrell
Sheila Burrell (* 9. Mai 1922 in Blackheath, London; † 19. Juli 2011 in Kingston upon Thames) war eine britische Schauspielerin.

## Leben
Burrell debütierte nach ihrer Schauspielausbildung in The Patsy 1942, ein Stück zur Truppenunterhaltung. 1944 trat sie erstmals in London auf, später in Liverpool. Peter Brook engagierte sie mehrmals, beginnend mit dem durchschlagenden Erfolg von Dark of the moon 1949, und ermöglichte ihr Rollen vor allem in zeitgenössischen Stücken. 1963 erlangte sie auf andere Weise Bekanntheit: in The severed Head war sie die erste Schauspielerin ihres Heimatlandes, die auf der Bühne ihre Brüste entblößte. Auch in den 1970er Jahren sah man sie in zahlreichen Bühnenrollen, so mit der Royal Shakespeare Company und dem National Theatre. Gerühmt wurde ihre die Karriere überspannende Unberechenbarkeit ihrer Rollen- und Stückewahl, so die Konzentration auf Nebenrollen in ihrer Zeit mit der Actors Company Mitte des Jahrzehntes oder in den 1980er Jahren die Interpretationen in Werken von Louise Page, Eugène Ionesco und Eugene O’Neill.
Seit 1949 hatte Burrell auch Filmrollen übernommen, des Öfteren für die Hammer Studios, aber auch für Franco Zeffirellis Jane Eyre im Jahr 1996. Im Fernsehen übernahm sie Gastrollen bei beliebten Serien und wurde in Kostümdramen besetzt. Auch Angebote für Werbespots nahm sie wahr.
Burrell war mit dem Schauspieler und Autor Laurence Payne in erster sowie mit Fotograf David Sim in zweiter Ehe verheiratet.

## Filmografie (Auswahl)
- 1949: Man in Black
- 1960 Kommissar Maigret (Maigret als möblierter Herr; Fernsehserie, 1 Folge)
- 1961: Die Verfolger (The Pursuers; Fernsehserie, 1 Folge)
- 1963: Haus des Grauens (Paranoiac)
- 1967: Hell Is Empty
- 1968: Der Satan mischt die Karten (Laughter in the Dark)
- 1969: Die Todesreiter (The Desperados)
- 1969: Mit Schirm, Charme und Melone (The Avengers; Fernsehserie, 1 Folge)
- 1983: Die unglaublichen Geschichten von Roald Dahl (Tales of the Unexpected; Fernsehserie, 1 Folge)
- 1988: Amerikanisches Roulette (American Roulette)
- 1989, 1998: The Bill (Fernsehserie, 2 Folgen)
- 1991: Angst vor der Dunkelheit (Afraid of the Dark)
- 1996: Jane Eyre
- 1996: Cold Comfort Farm
- 1998, 2004: Heartbeat (Fernsehserie, 2 Folgen)
- 1999: Casualty (Fernsehserie, 1 Folge)
- 2003: Doctors (Fernsehserie, 1 Folge)
- 2005: Emmerdale (Fernsehserie, 3 Folgen)